# Sonia Arova
Sonia Arova, née Sonia Errio le 20 juin 1927 à Sofia (Bulgarie) et décédée le 4 février 2001 à San Diego (Californie), est une danseuse qui a travaillé entre autres avec Rudolf Noureev.

## Biographie
Née en 1927 à Sofia, elle entre dans l'école de ballet de l'opéra d'État de Bulgarie à l'âge de cinq ans et montre de telles dispositions qu'en 1935 ses professeurs conseillent à ses parents de l'envoyer à Paris, où elle sera élève d'Olga Preobrajenska et Serge Lifar.
En 1939, à la suite du déclenchement de la guerre, son professeur de piano l'emmène à Londres, déguisée en garçon,
Elle rejoint le Ballet Rambert en 1946 pour deux saisons, ensuite elle travaillera surtout en artiste invitée.
Pendant les années 1950, elle danse les rôles principaux avec des troupes internationales telles que les Ballets des Champs-Élysées, le Ballet du Marquis de Cuevas, le London Festival Ballet, l'American Ballet Theatre, l'Australian Ballet et le Washington Ballet,.
Dans les années 1960, elle danse à plusieurs reprises avec Rudolf Noureev, notamment dans Le Lac des cygnes, ou avec Erik Bruhn. En 1966 elle devient directrice artistique du Ballet de Norvège à Oslo, charge pour laquelle elle sera anoblie par le roi Olav V.
En 1970 elle devient directrice artistique du ballet de l'Opéra d'État de Hambourg, puis en 1971 elle prend la direction du ballet de San Diego.